# Stanari
Stanari är ett samhälle i Bosnien och Hercegovina.   Det ligger i entiteten Republika Srpska, i den centrala delen av landet, 110 km norr om huvudstaden Sarajevo. Stanari ligger 230 meter över havet och antalet invånare är 3 590.
Terrängen runt Stanari är huvudsakligen platt, men västerut är den kuperad. Terrängen runt Stanari sluttar norrut. Närmaste större samhälle är Tešanj, 19,3 km sydost om Stanari. 
Omgivningarna runt Stanari är en mosaik av jordbruksmark och naturlig växtlighet. Runt Stanari är det ganska tätbefolkat, med 78 invånare per kvadratkilometer.